# Bandera de Rubió
La bandera oficial de Rubió (Anoia) té el següent blasonament:
Bandera apaïsada, de proporcions dos d'alt per tres de llarg, de porpra, amb el segon terç vertical vermell i el conjunt del muntant amb la flor de lis de l'escut, d'una alçada de 4/10 de la del drap i una amplada de 4/15 de la llargada del mateix drap, centrat a la meitat superior del primer terç vertical.
Va ser aprovada el 29 de desembre de 2006, i publicada en el DOGC el 25 de gener de 2007 amb el número 4807.